# Kanton Beaumont-le-Roger
Beaumont-le-Roger is een voormalig kanton van het Franse departement Eure. Het kanton maakte deel uit van het arrondissement Bernay. Het werd opgeheven bij decreet van 25 februari 2014, met uitwerking op 22 maart 2015.

## Gemeenten
Het kanton Beaumont-le-Roger omvatte de volgende gemeenten:
- Barc
- Barquet
- Beaumontel
- Beaumont-le-Roger (hoofdplaats)
- Berville-la-Campagne
- Bray
- Combon
- Écardenville-la-Campagne
- Fontaine-la-Soret
- Goupillières
- Grosley-sur-Risle
- La Houssaye
- Launay
- Nassandres
- Perriers-la-Campagne
- Le Plessis-Sainte-Opportune
- Romilly-la-Puthenaye
- Rouge-Perriers
- Sainte-Opportune-du-Bosc
- Thibouville
- Tilleul-Dame-Agnès
- Le Tilleul-Othon